# Пашкань (Кріуленський район)
Пашкань (рум. Pașcani) — село у Кріуленському районі Молдови. Адміністративний центр однойменної комуни, до складу якої також входить село Порумбень.

## Населення
За даними перепису населення 2004 року у селі проживали 890 осіб.
Національний склад населення села:
| Національність       | Кількість осіб | Відсоток   |
| -------------------- | -------------- | ---------- |
| молдавани румуни     | 873 8          | 98,1% 0,9% |
| українці             | 4              | 0,4%       |
| росіяни              | 4              | 0,4%       |
| інша / без відповіді | 1              | 0,1%       |
| Всього               | 890            | 100%       |